# 博福特縣 (南卡羅萊納州)
博福特縣（英語：Beaufort County）是美國南卡羅萊納州南部大西洋沿岸的一個縣。面積2,390平方公里。根据美國2000年人口普查，共有人口120,937人 （2005年人口137,849人）。縣治博福特（Beaufort）。
成立於1785年3月12日。縣名來自縣治，紀念第二代博福特公爵。